# Subarbusto

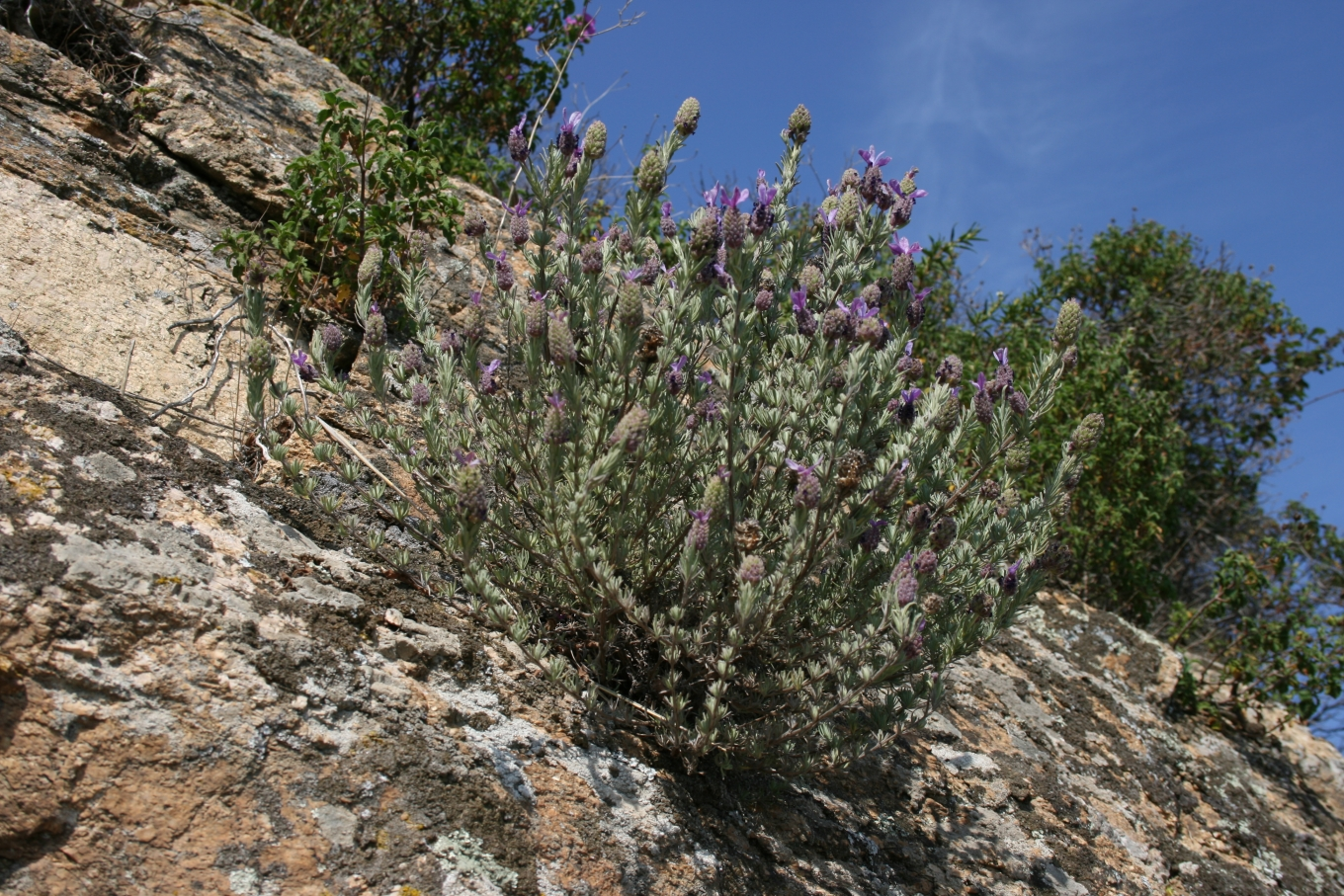
Lavandula stoechas

Un subarbusto (del latín suffrutex), mata o arbusto enano es una pequeña planta leñosa, que se distingue de un arbusto en la disposición de las ramas a ras del suelo y su menor altura, ya que no suelen superar los 10 o 20 cm. Las partes herbáceas se elevan sobre las partes leñosas, dando aspecto de ser arbustivo solo en la base. Los subarbustos, como todas las plantas con partes leñosas, son de larga vida (el leño, que son las partes duras y protegidas de la planta que no fotosintetizan, tarda más de una estación en formarse).
Los miembros de los géneros Lavandula, Vinca, Thymus, y muchas especies de la familia Ericaceae, como el grupo de los arándanos rojos, se encuentran dentro de la clasificación de subarbustos.